# Kartuzijanski samostan Jurklošter
Kartuzijanski samostan Jurklošter ali Kartuzija Jurklošter (latinsko Domus Vallis sancti Maurittii), je bil eden izmed štirih kartuzijanskih samostanov na območju današnje Slovenije.
Ustanovil ga je Henrik I., Krški (Koroški) škof leta 1173 ali 1174. Prvotni redovniki so bili Francozi in Italijani, ki so postavili kot običajno dva samostana (enega za patre in enega za brate). Toda samostan ni uspeval. Tako je bil leta 1189 sem poslan Odon iz Novare, ki je ponovno obudil samostan, a je bil dve leti po njegovi smrti (1198) samostan leta 1200 razpuščen. Del samostanskega posestva (spodnji samostan bratov) so prevzeli kanoniki, del pa je pričel propadati.
Toda po posredovanju žičkega priora je Leopold VI. Babenberški prevzel varstvo nad samostanom. Prvi kartuzijani so se ponovno naselili leta 1208. Ustanovno listino jim je podelil naslednje leto. Z njegovo denarno pomočjo so obnovili oba samostana, povečali cerkev, dozidali še eno samostansko cerkev. Z izumrtjem Babenberžanov so zaščito samostana prevzeli Celjski grofje. Konec 16. stoletja pa je Jurklošter izgubil svojo gospodarsko neodvisnost, saj je kardinal Delfin izročil njihova posestva sprva jezuitom, nato so jih prevzeli cistercijani, nato pa spet jezuiti. Po nekaj letih tožarjenja med prizadetimi stranmi so leta 1595 določili, da Jurklošter prevzamejo graški jezuiti. S tem je bila končana zgodovina kartuzije Jurklošter.
S samostanom in njegovo zgodovino (po legendi naj bi bila tu pokopana Veronika Deseniška) se je poljudno ukvarjal tudi pater Karel Gržan, o čemer je napisal nekaj knjig, znanstveno pa Mija Oter Gorenčič.